# Tasmanaria aegis
Tasmanaria aegis är en nässeldjursart som beskrevs av Watson och Vervoort 200. Tasmanaria aegis ingår i släktet Tasmanaria och familjen Sertulariidae. Inga underarter finns listade i Catalogue of Life.